# Veliko Trojstvo
 Veliko Trojstvo  è un comune della Croazia di 3 092 abitanti della regione di Bjelovar e della Bilogora.